# Campsie Fells
Pour les articles homonymes, voir Campsie.
Les Campsie Fells (également appelées Campsies) sont une chaîne de montagne située au centre de l'Écosse orientée dans le sens est-ouest entre Denny Puir et le Dumgoyne (en). Elles culminent au Earl's Seat à 578 m d'altitude.

## Source de la traduction
- (en) Cet article est partiellement ou en totalité issu de l’article de Wikipédia en anglais intitulé « Campsie Fells » (voir la liste des auteurs).